# The Bones of What You Believe
The Bones of What You Believe es el álbum debut de la banda escocesa de synthpop Chvrches. Publicado el 20 de septiembre de 2013 por la discográfica Virgin Records, y también el más exitoso hasta la fecha de la agrupación, ha vendido alrededor de un millón y medio de copias en todo el mundo. 
El álbum contiene un total de doce pistas en la edición estándar, aumentando su número a dieciocho en la versión especial.
El título del álbum proviene de la letra de la canción «Strong Hand». De acuerdo con Lauren Mayberry, se refiere a la "creatividad y el esfuerzo" que sirve como esqueleto tanto literal como figurado del álbum. Musicalmente, The Bones of What You Believe posee un claro sonido synthpop con ciertos matices Indie pop, parte de la influencia "neon-Eighties" de los miembros del grupo.
Del álbum se extrajeron los sencillos «The Mother We Share», «Recover», «Gun», «Lies», «We Sink», «Under the Tide» y «Tether», todos los cuales cuentan con sus respectivos vídeos musicales. El álbum en sí mismo recibió numerosas críticas positivas, con multitud de elogios a la actuación vocal de Mayberry y el sonido innovador presentado por Iain Cook y Martin Doherty, que les permitió escalar puestos hasta el número  12 de la Alternative Songs de los Estados Unidos.

## Recepción
The Bones of What You Believe recibió críticas en su mayoría positivas por parte de las principales revistas y páginas de música. En Metacritic, que asigna una calificación media ponderada basada en 100 comentarios, otorgó al álbum una puntuación media de 80, basándose en 39 reviews, lo que indica "críticas generalmente favorables". Kyle Ryan de The AV Club elogió las composiciones de Mayberry y escribió que Chvrches "ha hecho uno de los mejores discos del año, por lo que su popularidad no se extinguirá a corto plazo". Joe Rivers de Clash elogió el álbum como "un excepcional y fuerte debut en donde cada pista posee un potencial único", señalando que "no solo Chvrches revive el sonido [synthpop], sino que además lo empuja hacia adelante, con una oleada tras otra de brillantes sintetizadores y una perspicacia en la composición de las canciones que desmiente la posible infancia del grupo". Reed Fischer de Alternative Press, declaró: "la indignación y la angustia en la precisa voz de Lauren Mayberry la hace ser la imperfecta protagonista en los dramas presentes en las canciones que se alargan en el [álbum] debut de su banda", añadiendo que "aún mayor es la devastación derivante de las sofisticadas y pegadizas capas, sintetizadores y vocal hoops de Iain Cook y Martin Doherty". Larry Fitzmaurice de Pitchfork Media describió el álbum como "una fusión perfecta de teatralidad emotiva, con una composición atrapadora, y algunos de los grupos con mayor visión de futuro de la música electrónica del momento", encontrando que "la melodía de The Bones of What You Believe es indeleble, independientemente de la instrumentación, y el sonido es impecable".
En Spin, Puja Patel opinó que el álbum está "en su mejor momento por sus vengativas melodías", concluyendo que "En un paisaje mainstream donde todavía se está disfrutando del EDM alimentado por el I Love It de Icona Pop y Charli XCX, las adormideras texturas electrónicas de Chvrches junto a su descarada tristeza lírica suben aún más el listón". Jon Dolan, de Rolling Stone, expresó que "Incluso cuando Chvrches está competentemente solos, sus visión neon-Eighties está lejos de ser retro llamativa". Barry Nicolson del NME alabó la "gran composición" del álbum y sintió que "si bien no todas las pistas tiene la inmediatez de «Lies» o «Recover», no hay ni una débil entre ellas". Heather Phares de Allmusic escribió: "incluso en los momentos más oscuros, como «Lies» o «Science/Visions» hay una inmediatez emocional en The Bones of What You Believe que lo hace único, plenamente tomado de un estilo que parecía querer ser interpretado en vivo". Ally Carnwath de The Observer comentó que Chvrches sin "más robustos y melódicos que sus homólogos como Grimes o Purity Ring—los coros están en primer plano, las punzadas synth aporrean la voz de Lauren Mayberry, y beats capaces de satisfacer a las grandes eminencias—pero las letras de Mayberry también portan un toque subversivo de angustia y obsesión". En una revisión mixta, por Kevin Liedel de Slant Magazine, remarcó que "Mientras que el álbum tiene una buena cantidad de puntos suaves, el puñado de melodías desequilibradas por los impulsos extraños [del álbum] y la absoluta falta de un tema central.

## Lista de canciones
| The Bones of What You Believe |                        |          |  |
| N.º                           | Título                 | Duración |  |
| 1.                            | «The Mother We Share»  | 3:12     |  |
| 2.                            | «We Sink»              | 3:34     |  |
| 3.                            | «Gun»                  | 3:53     |  |
| 4.                            | «Tether»               | 4:46     |  |
| 5.                            | «Lies»                 | 3:41     |  |
| 6.                            | «Under the Tide»       | 4:32     |  |
| 7.                            | «Recover»              | 3:45     |  |
| 8.                            | «Night Sky»            | 3:51     |  |
| 9.                            | «Science/Visions»      | 3:58     |  |
| 10.                           | «Lungs»                | 3:02     |  |
| 11.                           | «By the Throat»        | 4:09     |  |
| 12.                           | «You Caught the Light» | 5:37     |  |
| 48:00                         |                        |          |  |

| Edición especial de The Bones of What You Believe |                                                         |          |  |
| N.º                                               | Título                                                  | Duración |  |
| 13.                                               | «Strong Hand»                                           | 3:26     |  |
| 14.                                               | «Broken Bones»                                          | 3:44     |  |
| 15.                                               | «Gun» (KDA Remix)                                       | 6:15     |  |
| 16.                                               | «The Mother We Share» (We Were Promised Jetpacks Remix) | 5:58     |  |
| 17.                                               | «Recover» (live at Village Underground) (video)         | 4:02     |  |
| 18.                                               | «Lies» (live at Village Underground) (video)            | 3:59     |  |
| 74:02                                             |                                                         |          |  |

| Edición limitada de The Bones of What You Believe (Alemania) |                                    |          |  |
| N.º                                                          | Título                             | Duración |  |
| 13.                                                          | «Strong Hand»                      | 3:26     |  |
| 14.                                                          | «The Mother We Share» (Errors RMX) | 3:17     |  |
| 54:43                                                        |                                    |          |  |

| Bonus tracks de The Bones of What You Believe (Japón) |                                                         |          |  |
| N.º                                                   | Título                                                  | Duración |  |
| 13.                                                   | «Strong Hand»                                           | 3:26     |  |
| 14.                                                   | «Broken Bones»                                          | 3:44     |  |
| 15.                                                   | «Gun» (KDA Remix)                                       | 6:15     |  |
| 16.                                                   | «The Mother We Share» (We Were Promised Jetpacks Remix) | 5:58     |  |
| 17.                                                   | «The Mother We Share» (Blood Diamonds Remix)            | 3:56     |  |
| 18.                                                   | «The Mother We Share» (Kowton's Feeling Fragile Remix)  | 5:01     |  |
| 75:00                                                 |                                                         |          |  |

| Edición Deluxe de The Bones of What You Believe (Target) |                                         |          |  |
| N.º                                                      | Título                                  | Duración |  |
| 13.                                                      | «Recover» (Alucard Session)             | 4:11     |  |
| 14.                                                      | «The Mother We Share» (Alucard Session) | 3:17     |  |
| 15.                                                      | «Gun» (Alucard Session)                 | 4:24     |  |
| 16.                                                      | «Tightrope»                             | 3:28     |  |
| 62:08                                                    |                                         |          |  |

| Edición Deluxe Asia – Disco 2 |                                              |          |  |
| N.º                           | Título                                       | Duración |  |
| 1.                            | «Strong Hand»                                | 3:26     |  |
| 2.                            | «Broken Bones»                               | 3:44     |  |
| 3.                            | «ZVVL»                                       | 3:12     |  |
| 4.                            | «Now Is Not the Time»                        | 3:45     |  |
| 5.                            | «Recover» (Alucard Session)                  | 4:12     |  |
| 6.                            | «The Mother We Share» (Alucard Session)      | 3:18     |  |
| 7.                            | «Gun» (Alucard Session)                      | 4:25     |  |
| 8.                            | «Tightrope» (Alucard Session)                | 3:30     |  |
| 9.                            | «Recover» (Cid Rim Remix)                    | 5:48     |  |
| 10.                           | «It's Not Right but It's Okay»               | 3:46     |  |
| 11.                           | «Recover» (Claire Remix)                     | 4:13     |  |
| 12.                           | «Lies» (Tourist Remix)                       | 6:32     |  |
| 13.                           | «Recover» (Kingdom Remix)                    | 3:20     |  |
| 14.                           | «Tether» (Junior Sanchez Remix)              | 6:23     |  |
| 15.                           | «Gun» (KDA Remix)                            | 6:16     |  |
| 16.                           | «The Mother We Share» (Blood Diamonds Remix) | 3:57     |  |
| 17.                           | «Recover» (KDA Remix)                        | 6:17     |  |
| 18.                           | «Under the Tide» (radio version)             | 4:33     |  |
| 134:06                        |                                              |          |  |

## Ventas y certificaciones
El álbum alcanzó el número 2 en el Reino Unido, el número 12 en los Estados Unidos, el puesto 5 en Escocia y el 12 en Irlanda, además de clasificarse en otras muchas listas musicales de todas partes del mundo, entre ellas Japón, Australia y Nueva Zelanda.
| País              | Certificación | Ventas  |
| ----------------- | ------------- | ------- |
| Reino Unido (BPI) | Platino - oro | 620,318 |

## Créditos
Chvrches
- Lauren Mayberry: voz;
- Iain Cook: teclados, bajo, guitarra, sampler;
- Martin Doherty: voz, teclados, sintetizador, sampler.

Adicionales
- Martin Cooke – Pro Tools (en todas expecto "Tether" y "By the Throat")
- Rich Costey – mezcla de audio (en todas excepto "Tether" y "By the Throat")
- Bo Hill – asistente mezcla de audio (en todas excepto "Tether" y "By the Throat")
- Eric Isip – asistente mezcla de audio (en todas excepto "Tether" y "By the Throat")
- Chris Kasych – Pro Tools (en todas excepto "Tether" y "By the Throat")
- Bob Ludwig – masterización
- Jonny Scott – batería ("Gun", "Night Sky")
- Amy Burrows – diseño portada